# Seznam představitelů Turnova
Seznam představitelů Turnova obsahuje starosty a předsedy MěNV.

## Starostové do roku 1945
- 1850–1861, Antonín Svoboda
- 1861–1864, Jan Cibulka
- 1864–1870, JUDr. Antonín Šlechta
- 1870–1883, Edvard Vorel
- 1883–1889, JUDr. Jaroslav Svoboda
- 1889–1897, Isidor Hák
- 1897–1899, Vilém Pařízek
- 1899–1919, PhMg.Josef Radský
- 1919–1923, MUDr. Josef Honsů
- 1923–1927, JUDr. Václav Šolc
- 1927–1931, PhMg.Josef Radský (podruhé)
- 1931–1938, Josef Žák
- 1938–1941, RNDr. Josef Plíhal
- V roce 1941 bylo zastupitelstvo rozpuštěno a byla jmenována městská správní komise, která vedla město až do roku 1945.
- 1945, Dr. Václav Mánek

## Předsedové MěNV
- 1945, Jan Škopán – předseda NV
- 1945–1946, František Beneš
- 1946–1948, Rudolf Kocián
- 1948, Antonín Krejčík
- 1948–1951, Karel Novák
- 1951–1954, Zdeněk Jetmar
- 1954–1960, Antonín Smejkal
- 1960–1970, Jan Nalezenec
- 1970–1976, František Koníček
- 1976–1990, Josef Vlna

## Starostové od roku 1990
- 1990–1998, JUDr. Václav Šolc
- 1998–2006, Ing. Milan Hejduk (nezávislý)
- 2006–2013, Hana Maierová (nezávislá)
- 2013–dosud, Ing. Tomáš Hocke (nezávislý)